# Otlica
Otlica – miejscowość w Słowenii w gminie Ajdovščina.